# Zhongshan International Finance Center Towers
Les Zhongshan International Finance Center Towers sont deux gratte-ciel situés à Zhongshan dans la province du Guangdong en Chine :
- la Zhongshan International Finance Center Tower 1,
- la Zhongshan International Finance Center Tower 2.

Les travaux ont débuté en 2008 et se sont achevés en 2012. Les deux tours culminent à 220 mètres et possèdent chacune 55 étages. Elles abritent chacune des bureaux ainsi qu'un hôtel pour la première. Elles sont en 2014 les plus hautes de Zhongshan, dans le delta de la Rivière des Perles.